# Симуреачи (Каричи)
Симуреачи (шп. Simureachi) насеље је у Мексику у савезној држави Чивава у општини Каричи. Насеље се налази на надморској висини од 2057 м.

## Становништво
Према подацима из 2010. године у насељу су живела 2 становника.

### Хронологија
| Година       | 2000       | 2005        | 2010 |
| ------------ | ---------- | ----------- | ---- |
| Становништво | 13 (8 / 5) | 19 (7 / 12) | 2    |

### Попис
| # | Индикатор                     | Вредност |
| - | ----------------------------- | -------- |
| 1 | Укупно домаћинстава           | 3        |
| 2 | Укупно насељених домаћинстава | 1        |
| 3 | Величина локације             | 1        |